# Kościół Świętych Apostołów Piotra i Pawła w Broniszewicach
Kościół Świętych Apostołów Piotra i Pawła – katolicki kościół parafialny z 1896 roku, zlokalizowany w Broniszewicach w powiecie pleszewskim.

## Historia
Kościół wznieśli osadnicy niemieccy, którzy około roku 1905 zaczęli osiedlać się w Broniszewicach. Budowano go w latach 1906–1914. Poświęcenie miało miejsce w 1919.

## Architektura i wystrój
Neobarokowy murowany kościół ma jedną nawę z dachem dwuspadowym. Prezbiterium i zakrystia przykryte są dachami wielopłaszczyznowymi. Okna zaopatrzone są w witraże. W ołtarzu głównym znajduje się rzeźba Chrystusa Ukrzyżowanego oraz patronów świątyni. W ołtarzach bocznych znajdują się figuryː Najświętsze Serce Pana Jezusa, Matka Boża Królowa Świata, Matka Boża Fatimska, św. Józef  oraz Matka Boża Bolesna – pietà. W prezbiterium znajduje się wizerunek Matki Boskiej Nieustającej Pomocy z 1915 roku. Na chórze organy z 1911 wyprodukowane przez firmę Volknera.
Kościół posiada dwa dzwony, jeden poniemiecki z 1908, drugi z 2007 z tytułem Miłosierdzie Boże.

## Galeria

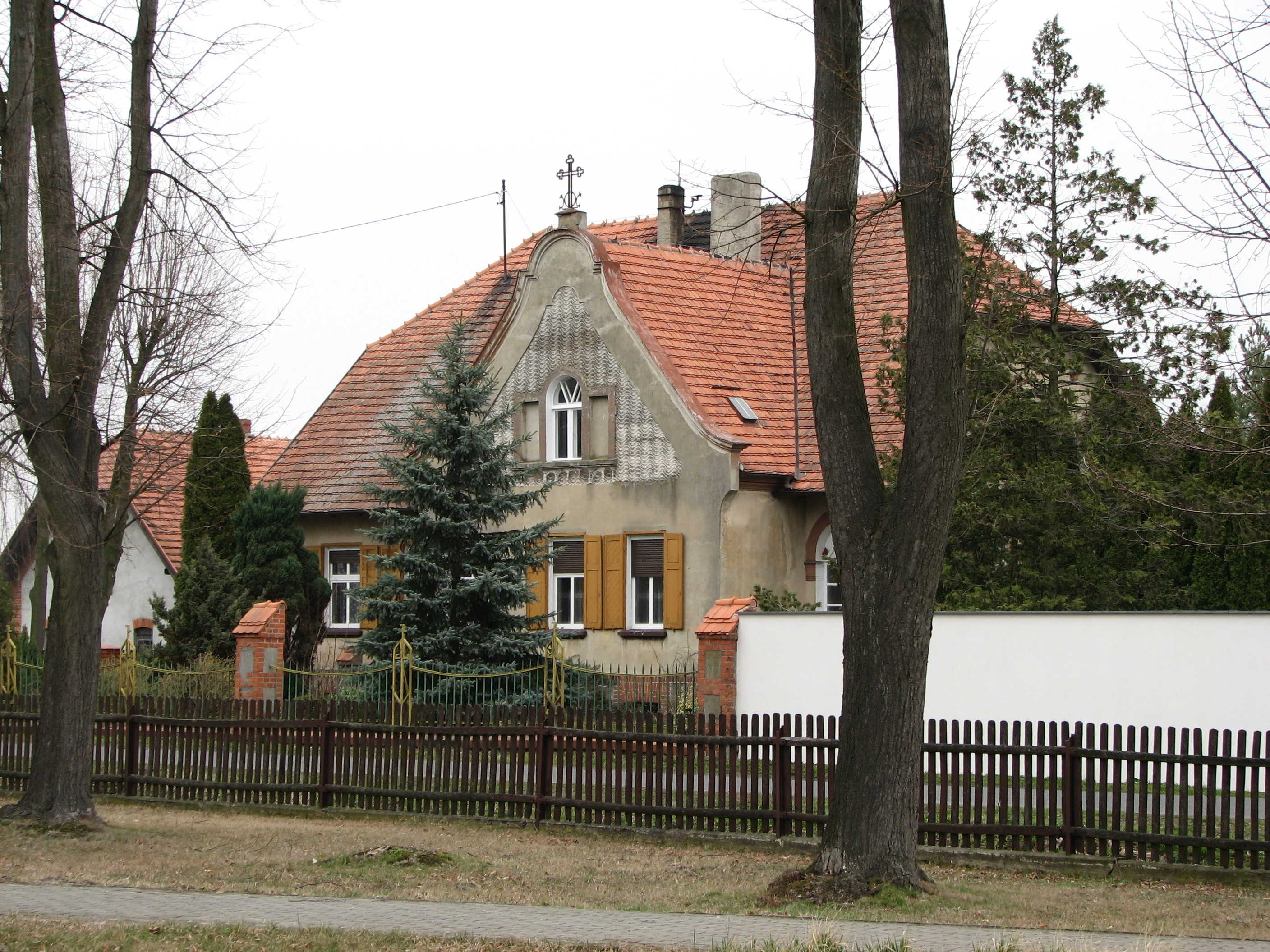
Probostwo